# Embarcadero Center

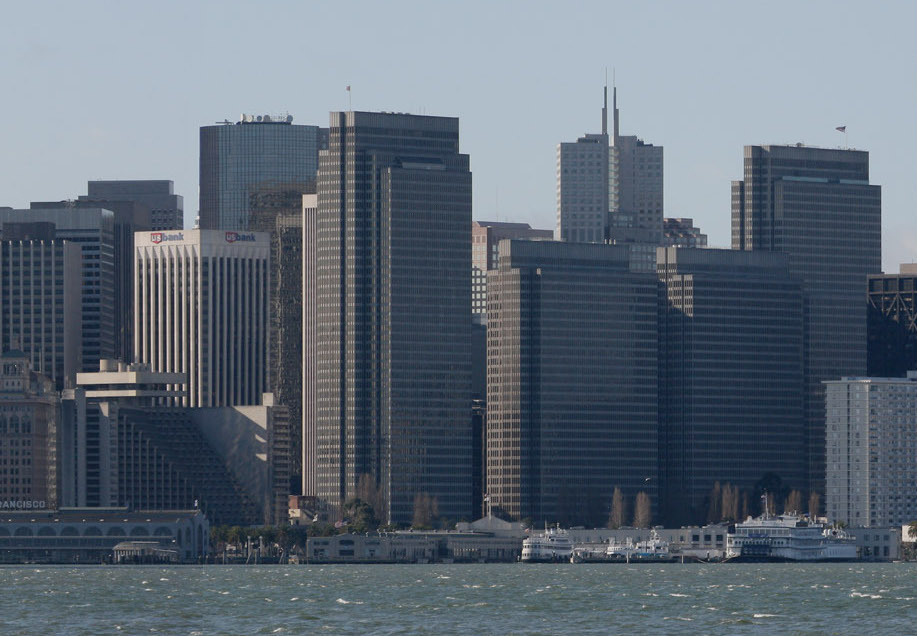
Il complesso visto da Treasure Island.

L'Embarcadero Center è un complesso ad uso commerciale situato nel quartiere Financial District della città statunitense di San Francisco. Si compone di cinque torri per uffici, in grado di accogliere fino a 14 000 persone, due alberghi e un centro commerciale sotterraneo, per una superficie totale di 445 900 m2.
I lavori di costruzione del complesso, finanziato da Trammell Crow, David Rockefeller e John C. Portman Jr., iniziarono nel 1971 con la realizzazione della torre One Embarcadero e terminarono nel 1989 con l'apertura dell'ultima struttura realizzata, la torre Embarcadero West.

## Complesso
| Nome                        | Altezza | Piani | Anno | Note                                           |
| --------------------------- | ------- | ----- | ---- | ---------------------------------------------- |
| One Embarcadero Center      | 173 m   | 45    | 1971 |                                                |
| Two Embarcadero Center      | 126 m   | 30    | 1974 |                                                |
| Three Embarcadero Center    | 126 m   | 31    | 1977 |                                                |
| Four Embarcadero Center     | 174 m   | 45    | 1982 |                                                |
| Hyatt Regency San Francisco | 77 m    | 20    | 1973 | Conosciuto anche come Five Embarcadero Center  |
| Embarcadero West            | 123 m   | 34    | 1989 | Distaccato dal resto degli edifici             |
| Le Méridien San Francisco   | 96,36 m | 25    | 1988 | In precedenza conosciuto come Park Hyatt Hotel |

## Trasporti
Il complesso è servito dalla stazione sotterranea Embarcadero dove transitano le linee Pittsburg/Bay Point, Dublin/Pleasanton, Richmond-Millbrae e Warm Springs-Daly City della metropolitana Bay Area Rapid Transit e le linee J, K, L, M, N, S e T della Muni Metro. In superficie effettuano fermata diversi autobus, la linea California Street dei Cable Car e la tranvia F Market & Wharves.